# ورخیان
ورخیان (به لاتین: Verxijan، به آواری: Верхвиани) یک منطقه مسکونی در جمهوری آذربایجان است که در شهرستان زاقاتالا واقع شده است.